# Saint-Pierre-des-Ifs (Calvados)
Saint-Pierre-des-Ifs is een gemeente in het Franse departement Calvados (regio Normandië) en telt 438 inwoners (2005). De plaats maakt deel uit van het arrondissement Lisieux.

## Geografie
De oppervlakte van Saint-Pierre-des-Ifs bedraagt 11,2 km², de bevolkingsdichtheid is 39,1 inwoners per km².
De onderstaande kaart toont de ligging van Saint-Pierre-des-Ifs (Calvados) met de belangrijkste infrastructuur en aangrenzende gemeenten.

## Demografie
Onderstaande figuur toont het verloop van het inwonertal (bron: INSEE-tellingen).
Vanwege een beveiligingsprobleem met de MediaWiki Graph-software is het momenteel niet mogelijk deze grafiek weer te geven. Zodra de software is bijgewerkt zal de grafiek vanzelf weer zichtbaar worden.